# 鄭則文
鄭則文 （1942年—），前香港沙田區議會恒安選區議員。

## 早年
鄭則文曾任職警員，在六七暴動期間發生的沙頭角槍戰中幾乎喪命。

## 從政
鄭則文在1990年代當選沙田恒安邨的互助委員會主席，後來認識了時任立法局議員劉慧卿，在她推薦下加入其政團前線。1997年鄭則文警察工作退休後開始從政，自1999年香港區議會選舉起，鄭則文就在沙田區議會恒安選區當選區議員，並一直連任至今。
鄭則文本來打算2019年退休，由冼卓嵐接棒。但由於形勢有變，冼轉到旁邊的耀安選區出選，自己則繼續參選。2019年11月24日，鄭則文第6度參與區議會選舉，在恒安選區以6,824票，擊敗得3,970票的方浩良，成功連任。其得票打破了民建聯劉國勳於2011年時創下的紀錄，成為香港史上得票最多的區議員。另外，由於原本是全港最年長的區議員屯門區議會三聖區議員蘇炤成落敗，使鄭則文取而代之成為全港最年長的區議員。
2021年10月8日，香港政府宣佈第三批(新界東)區議員宣誓結果，鄭則文與其他15名民主派區議員一同被裁定宣誓無效，即時喪失區議員資格，並且在5年內不得參與各級選舉，結束其近22年的區議員生涯。

## 外部連結
- 鄭則文 Peter Cheng專頁

| 議會席位      | 議會席位                                             | 議會席位 |
| ------------- | ---------------------------------------------------- | -------- |
| 前任： 陳道煬 | 沙田區議會 恒安選區區議員 2000年1月1日—2021年10月7日 | 空缺     |